# Porcellio nasutus
Porcellio nasutus là một loài chân đều trong họ Porcellionidae. Loài này được Strouhal miêu tả khoa học năm 1937.